# Dömen icke
Dömen icke är en svensk dramafilm från 1914 i regi av Victor Sjöström. 

## Om filmen
Filmen premiärvisades 31 augusti 1914 på biograf Regina i Stockholm. Filmen spelades in vid Svenska Biografteaterns ateljé på Lidingö med exteriörer från Stockholm med omgivningar av Henrik Jaenzon. Som förlaga har man en filmidé av Marius Wulff.

## Rollista
- Nils Arehn - Helder, fabrikör
- Hilda Borgström - Mary, hans hustru
- Greta Almroth - Clara, deras dotter
- John Ekman - Albert Smith, Marys bror
- Richard Lund - Walter Crain, artist
- Jenny Tschernichin-Larsson - Hembiträde
- Nils Elffors - Varubud
- William Larsson - Buse